# 유한열
유한열(柳漢烈, 1938년 1월 15일 ~ )은 대한민국의 정치인이다. 제10·11·12·13·16대 국회의원을 지냈다. 야당 정치인 유진산의 아들이다. 본관은 문화. 충청남도 금산 출신.

## 생애
정치인 유진산의 아들이다. 연세대학교를 중퇴하고 도미하여 미국의 일리노이주 주정부에서 근무하다가 귀국하여 정치인이 되었다. 제5공화국 야당인 민주한국당의 대표적인 인사였으나, 민주한국당은 1960년대부터 유진산과 경쟁 관계였던 김영삼, 김대중의 신한민주당에게 6월 항쟁 및 제6공화국 성립 과정에서 주도권을 빼앗겼다.
유한열은 이후 김영삼의 민주자유당과는 일정한 거리를 두었으나, 1997년 대한민국 대통령 선거와 2002년 대한민국 대통령 선거에서 민자당의 후신 한나라당 후보인 이회창을 적극 지원하면서 대한민국의 보수정당 계열 정치인으로 정치 노선을 변경하였다. 아버지 유진산의 금산 지역구를 물려받았으며, 대한민국 14대 총선과 대한민국 15대 총선에서는 연속 낙선 등을 두번씩 되풀이했다가 결국 이회창의 두 번째 대통령 선거 출마 때 전국구 의원직 승계로 다시 국회의원이 되었다.

## 학력
- 진산국민학교 졸업
- 한밭중학교 졸업
- 용문고등학교 졸업
- 연세대학교 중퇴
- 미국 루스벨트 대학교 졸업
- 미국 루스벨트 대학교 명예박사

## 경력
- 미국 일리노이 주정부 국가고시 합격, 일리노이 주정부 사회복지국 지역국장
- 1978년 ~ 1980년 : 제10대 국회의원 (신민당)
- 1980년 : 신민당 사무부총장
- 민주한국당 사무총장
- 민주한국당 총재 역임
- 1981년 ~ 1988년 : 제11,12대 국회의원 (민주한국당)
- 국회 동력자원 위원장
- 1988년 ~ 1992년 : 제13대 국회의원 (무소속)
- 2000년 ~ 2004년 : 제16대 국회의원 (한나라당)
- 국제의원연맹(I.P.U) 국제이사
- 한미의원연맹 회장
- 한일의원연맹 간사
- 한영의원연맹 회장
- 한나라당 당무위원, 충남도지부장, 운영위원, 상임운영위원
- 한나라당 고문

## 역대 선거 결과
|  | 33.69% |

|  | 40.53% |

|  | 32.67% |

|  | 32.58% |

|  | 29.50% |

|  | 19.36% |

|  | 37.9% |

## 소속 정당
| 소속 정당 | 소속 정당    | 소속 기간 | 비고           |
| --------- | ------------ | --------- | -------------- |
|           | 신민당       | 1970~1980 | 정계 입문      |
|           | 무소속       | 1980~1981 | 정당 해산      |
|           | 민주한국당   | 1981~1985 | 창당           |
|           | 무소속       | 1985      | 탈당           |
|           | 신한민주당   | 1985~1986 | 창당           |
|           | 무소속       | 1986      | 탈당           |
|           | 민중민주당   | 1986~1987 | 창당           |
|           | 신한민주당   | 1987      | 합당           |
|           | 무소속       | 1987      | 탈당           |
|           | 통일민주당   | 1987~1988 | 창당           |
|           | 무소속       | 1988~1990 | 탈당           |
|           | 민주자유당   | 1990~1995 | 입당           |
|           | 신한국당     | 1995~1997 | 당명 변경      |
|           | 한나라당     | 1997~2008 | 합당           |
|           | 무소속       | 2008~2017 | 제명           |
|           | 개혁국민신당 | 2017      | 입당           |
|           | 무소속       | 2017~현재 | 탈당 정계 은퇴 |

## 같이 보기
- 금산군·대덕군·연기군
- 금산군의 국회의원
- 대덕군의 국회의원
- 연기군의 국회의원
- 금산군 (1988년 선거구)
- 대한민국 제16대 국회의원 선거 한나라당 후보 목록#비례대표